# Ratnapura (Distrikt)
Koordinaten: 6° 41′ N, 80° 24′ O
Der Distrikt Ratnapura (singhalesisch රත්නපුර දිස්ත්‍රික්කය Ratnapura distrikkaya; Tamil இரத்தினபுரி மாவட்டம் Irattiṉapuri māvaṭṭam) ist ein Distrikt in der Provinz Sabaragamuwa in Sri Lanka. Hauptort ist Ratnapura.

## Geografie
Der Distrikt Ratnapura liegt im südlichen Binnenland der Insel und gehört zur Provinz Sabaragamuwa. Nachbardistrikte sind Kegalle und Nuwara Eliya im Norden, Badulla im Nordosten, Moneragala im Osten, Hambantota im Südosten, Matara im Süden, Galle im Südwesten, Kalutara im Westen und Colombo im Nordwesten.
Der Distrikt Ratnapura hat eine Fläche von 3275 Quadratkilometern (davon 3236 Quadratkilometer Land und 39 Quadratkilometer Binnengewässer). Damit ist er flächenmäßig der sechstgrößte Distrikt Sri Lankas.

## Bevölkerung
Nach der Volkszählung 2012 hat der Distrikt Ratnapura 1.088.007 Einwohner. Mit 336 Einwohnern pro Quadratkilometer liegt die Bevölkerungsdichte fast genau im Durchschnitt Sri Lankas (325 Einwohner pro Quadratkilometer). Von den Bewohnern waren 536.401 (49,3 %) männlichen und 551.606 (50,7 %) weiblichen Geschlechts. 

### Altersverteilung
Die Bevölkerung ist ausgesprochen jung. 
| Alter  | 0–9 Jahre | 10–19 Jahre | 20–29 Jahre | 30–39 Jahre | 40–49 Jahre | 50–59 Jahre | 60–79 Jahre | 80 Jahre und mehr |
| Anzahl | 181.680   | 166.358     | 168.964     | 166.146     | 140.670     | 123.636     | 126.395     | 14.158            |
| Anteil | 16,70 %   | 15,29 %     | 15,53 %     | 15,27 %     | 12,93 %     | 11,36 %     | 11,62 %     | 1,30 %            |

### Volksgruppen
Die Singhalesen stellen die Bevölkerungsmehrheit der Einwohnerschaft des Distrikts Ratnapura. Doch gibt es große Minderheiten anderer Volksgruppen.
Singhalesen
Mehr als 85 % der Bewohner gehören zur Volksgruppe der Singhalesen. In allen siebzehn Divisions stellen sie die Bevölkerungsmehrheit. In den Divisionen Balangoda, Godakawela, Kahawaththa und Ratnapure sind sie unterdurchschnittlich vertreten. Dort sind mehr als 20 % der Einwohnerschaft Angehörige anderer Volksgruppen. Der singhalesische Bevölkerungsanteil bewegt sich zwischen 76,52 % in Kahawaththa und 99,84 % in Embilipitiya.
Indische Tamilen
Die indischstämmigen Tamilen sind Nachfahren von Einwanderern aus Indien während der britischen Kolonialherrschaft. Bei der Volkszählung 1946 betrug ihr Bevölkerungsanteil im Distrikt Ratnapura noch 20,6 %. Dieser Wert stieg 1953 noch leicht auf 20,7 % (oder 87.088 Personen) und sank bis 1971 langsam auf 17,1 % (oder 113.214 Menschen). In den 1970er-Jahren mussten viele Angehörige dieser Volksgruppe Sri Lanka den Rücken kehren und nach Indien übersiedeln. Deshalb zählte man bei der Volkszählung 1981 nur noch 84.740 Angehörige ihrer Gemeinschaft (1971–1981: − 28.474 oder – 25,2 %). Heute sind sie in den Divisionen Niwitigala (12,78 % Indische Tamilen), Imbulpe (11,73 %) und Kalawana (10,76 %) weit überdurchschnittlich vertreten. Ihr Anteil bewegt sich zwischen 0,01 % in Embilipitiya und 12,78 % in Niwitigala.
Sri-lankische Tamilen
Die sri-lankischen Tamilen stellen die drittgrößte Volksgruppe. Überdurchschnittlich vertreten sind sie in den Divisionen Kahawatta (12,14 % Sri-lankische Tamilen), Godakawela (9,89 %) und Ratnapura (9,77 %). Ihr Anteil bewegt sich zwischen 0,08 % in Embilipitiya und 12,14 % in Kahawatta.
Moors
Nur die viertstärkste Volksgruppe sind die Moors oder tamilischsprachigen Muslime. Überdurchschnittlich vertreten sind sie in der Division Balangoda (7,39 % Moors). In vier der siebzehn Divisionen leben nur vereinzelte Angehörige ihrer Volksgruppe. Ihr Anteil bewegt sich zwischen 0,00 % in Weligepola und 7,39 % in Balangoda.
Übrige Volksgruppen
Die Malaien, Burgher, Sri Lanka Chetties und Bharathas sind kleine Minderheiten. Sie leben verstreut in allen Divisions des Distrikts. Doch sind zahlreiche Angehörige  der Burgher (157 Personen oder 38,8 % ihrer Ethnie) in Balangoda und viele Malaien (101 Personen oder 35,1 % ihrer Ethnie) in der Division Ratnapura zuhause. Fast ganz verschwunden ist die  Volksgruppe der Indischen Moors (1946 noch 0,34 % der Bewohner oder 1200 Menschen).
| Jahr                                                    | Singhalesen1 | Singhalesen1 | Sri-Lanka-Tamilen2 | Sri-Lanka-Tamilen2 | Tamilen2 | Tamilen2 | Moors3 | Moors3 | Burgher | Burgher | Malaien | Malaien | Andere4 | Andere4 | Total     | Total    |
| Jahr                                                    | No.          | %            | No.                | %                  | No.      | %        | No.    | %      | No.     | %       | No.     | %       | No.     | %       | No.       | %        |
| ------------------------------------------------------- | ------------ | ------------ | ------------------ | ------------------ | -------- | -------- | ------ | ------ | ------- | ------- | ------- | ------- | ------- | ------- | --------- | -------- |
| 1981                                                    | 677.510      | 85,00 %      | 19.094             | 2,40 %             | 84.740   | 10,64 %  | 13.791 | 1,73 % | 342     | 0,04 %  | 412     | 0,05 %  | 1.198   | 0,15 %  | 797.087   | 100,00 % |
| 2001                                                    | 882.017      | 86,83 %      | 28.740             | 2,83 %             | 82.591   | 8,13 %   | 20.690 | 2,04 % | 343     | 0,03 %  | 444     | 0,04 %  | 982     | 0,10 %  | 1.015.807 | 100,00 % |
| 2012                                                    | 947.811      | 87,11 %      | 54.437             | 5,00 %             | 62.124   | 5,71 %   | 22.346 | 2,05 % | 405     | 0,04 %  | 288     | 0,03 %  | 596     | 0,05 %  | 1.088.007 | 100,00 % |
| Quelle: Volkszählungen in Sri Lanka 1981, 2001 und 2012 |              |              |                    |                    |          |          |        |        |         |         |         |         |         |         |           |          |

1 Tiefland- und Kandy-Singhalesen zusammen2 Sri-Lanka-Tamilen und indische Tamilen separat 3 nur sri-lankische Moors4 davon 2001 102 Sri Lanka Chetties und 8 Bharathas; 2012 35 Sri Lanka Chetties und 12 Bharathas

### Bekenntnisse
Fast alle singhalesischen Einwohner Ratnapuras hängen dem Buddhismus an, während die Moors und Malaien sich allesamt zum Islam bekennen. Zweitstärkste Religion ist der Hinduismus, dem die große Mehrheit der indischen und sri-lankischen Tamilen angehört. Das Christentum, dem die Burgher, eine kleine Minderheit (etwa 4.000 Personen) der Singhalesen und eine Minderheit der Tamilen (etwa 14.000 Menschen) angehören, ist nur eine kleine Minderheitenreligion. Erwähnenswert ist das Wachstum der Protestanten (meist Freikirchler;1981–2012: + 230 %) bei gleichzeitig geringer Abnahme bei den Katholiken (1981–2012: – 2,4 %).
| Jahr                                                    | Buddhisten | Buddhisten | Hindus  | Hindus  | Muslime | Muslime | Katholiken | Katholiken | andere Christen | andere Christen | Andere | Andere | Total     | Total    |
| Jahr                                                    | No.        | %          | No.     | %       | No.     | %       | No.        | %          | No.             | %               | No.    | %      | No.       | %        |
| ------------------------------------------------------- | ---------- | ---------- | ------- | ------- | ------- | ------- | ---------- | ---------- | --------------- | --------------- | ------ | ------ | --------- | -------- |
| 1981                                                    | 675.785    | 84,78 %    | 92.156  | 11,56 % | 15.576  | 1,95 %  | 11.107     | 1,39 %     | 2.188           | 0,27 %          | 275    | 0,03 % | 797.087   | 100,00 % |
| 2001                                                    | 880.151    | 86,65 %    | 96.738  | 9,52 %  | 21.901  | 2,16 %  | 11.728     | 1,15 %     | 4.924           | 0,48 %          | 365    | 0,04 % | 1.015.807 | 100,00 % |
| 2012                                                    | 943.464    | 86,71 %    | 101.962 | 9,37 %  | 24.446  | 2,25 %  | 10.844     | 1,00 %     | 7.212           | 0,66 %          | 79     | 0,01 % | 1.088.007 | 100,00 % |
| Quelle: Volkszählungen in Sri Lanka 1981, 2001 und 2012 |            |            |         |         |         |         |            |            |                 |                 |        |        |           |          |

### Bevölkerungsentwicklung
Die Bevölkerung des Distrikts Ratnapura wächst seit Jahrzehnten ständig an. Im Zeitraum von 2001 bis 2012 (den beiden letzten Volkszählungsjahren) betrug die Zunahme 72.200 Menschen. Dies ist ein Wachstum von 7,11 %. Seit 1946 hat sich die Einwohnerschaft mehr als verdreifacht (+ 217 %).
Der Distrikt war nicht Kampfgebiet des Bürgerkriegs. Deshalb ist nur ein kleiner Teil der Migranten der Gruppe der Bürgerkriegsbetroffenen zuzurechnen. Im Jahr 2012 lebten im Distrikt Ratnapura Regierungsstatistiken zufolge nur 1965 Flüchtlinge und Rückkehrer. Darunter waren 1377 Flüchtlinge aus anderen Gegenden Sri Lankas und 588 Menschen wurden nach vormaliger Vertreibung wieder angesiedelt.

## Bedeutende Orte
Einzige große Orte des Distrikts sind Ratnapura, Embilipitiya und Balangoda.

## Lokalverwaltung
Der Vorsteher des Distrikts trägt den Titel District Secretary. Der Distrikt ist weiter in siebzehn Divisionen (unter einem Division Secretary) unterteilt. Die Städte und größeren Orte haben eine eigene Verwaltung (Gemeindeparlament oder Gemeinderat). Es gibt 575 Dorfverwaltungen (Grama Niladharis) für die 1941 Dörfer im gesamten Distrikt.
| Name               | Hauptort     | Einwohner 2012 | Fläche in km² | Dichte | GN  | Dörfer |
| ------------------ | ------------ | -------------- | ------------- | ------ | --- | ------ |
| Ayagama            | Ayagama      | 30.894         | 165           | 187    | 21  | 67     |
| Balangoda          | Balangoda    | 81.563         | 271           | 301    | 53  | 259    |
| Eheliyagoda        | Eheliyagoda  | 70.839         | 141           | 502    | 44  | 96     |
| Elapatha           | Elapatha     | 37.853         | 82            | 462    | 20  | 68     |
| Embilipitiya       | Embilipitiya | 134.713        | 388           | 347    | 40  | 107    |
| Godakawela         | Godakawela   | 76.469         | 155           | 493    | 44  | 62     |
| Imbulpe            | Imbulpe      | 59.477         | 256           | 232    | 50  | 252    |
| Kahawatta          | Kahawatta    | 43.298         | 103           | 420    | 21  | 54     |
| Kalawana           | Kalawana     | 51.307         | 379           | 135    | 33  | 125    |
| Kiriella           | Kiriella     | 32.613         | 81            | 403    | 17  | 33     |
| Kolonna            | Kolonna      | 45.954         | 176           | 261    | 29  | 123    |
| Kuruvita           | Kuruvita     | 95.646         | 174           | 550    | 39  | 85     |
| Niwitigala         | Niwitigala   | 60.130         | 156           | 385    | 24  | 82     |
| Opanayaka          | Opanayaka    | 26.587         | 80            | 332    | 20  | 119    |
| Pelmadulla         | Pelmadulla   | 89.469         | 146           | 613    | 37  | 111    |
| Ratnapura          | Ratnapura    | 120.212        | 324           | 371    | 53  | 160    |
| Weligepola         | Weligepola   | 30.983         | 198           | 156    | 30  | 138    |
| Distrikt Ratnapura | Ratnapura    | 1.088.007      | 3.236         | 336    | 575 | 1.941  |